# 1726
سنة 1726 كانت سنة بسيطة تبدأ يوم الثلاثاء (الرابط يظهر نموذج التقويم الكامل للسنة) من التقويم الميلادي، وسنة بسيطة تبدأ يوم السبت من التقويم اليولياني.

## أحداث
- 13 أبريل: تأسيس مدينة فورتاليزا وتقع حاليا في البرازيل.
- 8 نوفمبر:تولي الشاه أحمد حكم الدولة الصفوية

## مواليد
- جون أباركرومبي

## وفيات
- جون فانبرة